# Framing Armageddon (Something Wicked Part 1)
Framing Armageddon (Something Wicked Part 1) je osmi studijski album američkog heavy metal sastava Iced Earth. Album je 7. rujna 2007. godine u Njemačkoj, tri dana kasnije u ostatku Europe te četiri dana kasnije u SAD-u i Kanadi objavila diskografska kuća Steamhammer. 

## O albumu
Ovo je prvi od dva konceptualna albuma bazirana na trilogiji pjesama s petog studijskog albuma sastava, Something Wicked This Way Comes (Navedene pjesme su "Prophecy", "Birth of the Wicked" i "The Coming Curse"). Saga, prigodno nazvana Something Wicked Sagom, govori o fiktivnoj povijesti čovječanstva od njegovih početaka do njegovog uništenja. Ovo je drugi i posljednji album grupe na kojem je sudjelovao pjevač Tim "Ripper" Owens.
Albumu je prethodio singl Overture of the Wicked. Njegov prethodnik je Something Wicked This Way Comes a nastavak Revelation Abomination. Priča prolazi kroz 10 000 godina povijesti u prenesenom značenju, i kao glavni lik se pojavljuje zamišljeni antikrist Set Abomanie koji je rođen da uništi ljusku rasu. Više o priči na Something Wicked This Way Comes.

## Popis pjesama
Tekstovi: Jon Schaffer. 
| 1.    | »Overture« (instrumental)                | Schaffer            | 2:24 |
| 2.    | »Something Wicked Part 1«                | Schaffer            | 5:02 |
| 3.    | »Invasion« (instrumental)                | Schaffer            | 1:00 |
| 4.    | »Motivation of Man«                      | Schaffer            | 1:34 |
| 5.    | »Setian Massacre«                        | Schaffer            | 3:48 |
| 6.    | »A Charge to Keep«                       | Schaffer            | 4:24 |
| 7.    | »Reflections«                            | Schaffer, Tim Mills | 1:50 |
| 8.    | »Ten Thousand Strong«                    | Schaffer            | 3:56 |
| 9.    | »Execution« (instrumental)               | Schaffer            | 1:27 |
| 10.   | »Order of the Rose«                      | Schaffer            | 4:51 |
| 11.   | »Cataclysm« (instrumental)               | Schaffer            | 1:30 |
| 12.   | »The Clouding«                           | Schaffer            | 9:18 |
| 13.   | »Infiltrate and Assimilate«              | Schaffer, Mills     | 3:48 |
| 14.   | »Retribution Through the Ages«           | Schaffer            | 4:32 |
| 15.   | »Something Wicked Part 2« (instrumental) | Schaffer            | 2:59 |
| 16.   | »The Domino Decree«                      | Schaffer, Tim Owens | 6:36 |
| 17.   | »Framing Armageddon«                     | Schaffer            | 3:40 |
| 18.   | »When Stars Collide (Born Is He)«        | Schaffer            | 4:17 |
| 19.   | »The Awakening« (instrumental)           | Schaffer            | 2:01 |
| 68:57 |                                          |                     |      |

## Osoblje
| Iced Earth - Jon Schaffer — gitara, bas-gitara, prateći vokali, produkcija - Tim Owens — vokali - Brent Smedley — bubnjevi, prateći vokali Ostalo osoblje - Felipe Machado Franco — naslovnica, ilustracije, raspored ilustracija - Nathan Perry — naslovnica, ilustracije | Dodatni glazbenici - Troy Seele — solo gitara (na pjesmama 5, 6, 10, 12, 14 i 17) - Dennis Hayes — bas-gitara (na pjesmama 7 i 12) - Jim Morris — solo gitara (na pjesmi 16), prateći vokali, produkcija, inženjer zvuka - Tim Mills — ritam gitara (na pjesmi 7) - Howard Helm — klavijature, Hammond orgulje, prateći vokali - Steve Rogowski — violončelo - Todd Plant — prateći vokali - Patina Ripkey — prateći vokali - Debbie Harrell — prateći vokali - Kathy Helm — prateći vokali - Jason Blackerby — prateći vokali |